# Адрия (трасса)
Adria International Raceway — стационарный автодром близ Адрии (Венеция, Северная Италия). Длина 2702м, 5 левых поворотов, 3 правых, главная прямая 509м, направление движения против часовой стрелки. Трасса известна уникальным крытым паддоком, расположенным позади пит-комплекса. Используется для проведения гонок FIA GT, итальянских чемпионатов, серии SuperStar. В 2003, 2004, 2010 гг. сюда приезжал ДТМ, а в 2007 г. здесь впервые состоялась ночная гонка FIA GT, когда трасса освещалась лишь фарами автомобилей и частично прожекторами на крыше пит-комплекса.